# Beraldo I delfino d'Alvernia
Beraldo d'Alvernia, in francese Béraud Ier (1315 circa – 27 agosto 1356) fu conte di Clermont e di Montferrand e Delfino d'Alvernia dal 1351 fino alla sua morte.

## Origine
Beraldo era il figlio maschio primogenito del Delfino d'Alvernia, Conte di Clermont e di Montferrand, Giovanni I e della moglie, Anna di Poitiers, come conferma lo storico, chierico, canonista e bibliotecario francese, Étienne Baluze), figlia di Aimaro IV di Poitiers, Conte di Valentinois e della sua seconda moglie, Margherita di Ginevra.
Giovanni I delfino d'Alvernia era il figlio maschio secondogenito del Delfino d'Alvernia, Conte di Clermont e di Montferrand, Roberto IV e della sua prima moglie, Alice di Mercoeur, come conferma lo storico, chierico, canonista e bibliotecario francese, Étienne Baluze), figlia di Beraldo VI, Signore di Mercoeur e della moglie, Beatrice di Borbone.

## Biografia
Sua madre, Anna era al suo secondo matrimonio, essendo vedova dal 1304 del suo primo marito, Enrico II di Rodez, conte di Rodez e visconte di Carlat (il contratto di matrimonio è datato 1302), a cui non aveva dato figli.
Nel 1340, prima di partire per le Fiandre, suo padre, Giovanni (Johannes comes Clarimontensis Delphinusque Arverniæ) fece testamento, designando Beraldo, il suo figlio primogenito Signore di Mercorio (Beraldum primogenitum filium nostrum dominum de Mercorio) suo erede universale; il testamento si trova nelle Preuves de l'Histoire généalogique de la maison d'Auvergne, tome 2.
Nel 1347, suo zio, Ugo (dominus Hugo Delphini præpositus Brivatensis), fratello di suo padre, Giovanni, rifece il suo testamento e dichiarò Beraldo, Signore di Mercorio, ed il fratello Amedeo (dominos Beraldum Delphini dominum de Mercorio, dominum Amedeum Delphini eius fratrem) suoi eredi.
Beraldo, nel 1350, fu a Roma per il Giubileo indetto da Papa Clemente VI, ed i canonici di San Pietro, su richiesta del papa gli fecero osservare il Velo della Veronica.
Suo padre, Giovanni, secondo un documento delle Preuves de l'Histoire généalogique de la maison d'Auvergne, tome 2, morì il 10 marzo 1351 (X Martii. Obit dominus Johannes comes Claromontis Dalphinus Arverniæ MCCCLI). Come Delfino d'Alvernia, Beraldo gli succedette come Beraldo I delfino d'Alvernia.
Beraldo fece testamento il 9 agosto 1356, fece testamento, designando Beraldo, il suo figlio primogenito (filium nostrum primogenitum Beraldum Dalphini) suo erede universale, definendo anche i lasciti per gli altri eredi; il testamento si trova nelle Preuves de l'Histoire généalogique de la maison d'Auvergne, tome 2.
Beraldo morì in quello stesso mese, il 27 agosto 1356, come confermano anche le Preuves de l'Histoire généalogique de la maison d'Auvergne, tome 2 (Beraldus comes Claromontensis et Dalphinus Arverniæ ac dominus totius terræ Mercurii). Come Delfino d'Alvernia, gli succedette il figlio primogenito, Beraldo.

## Matrimonio e discendenza
Nel 1333 Beraldo aveva sposato Maria de la Vie († 1383), figlia di Pietro II de La Vie, visconte di Villemur, e di Maria Duèze, che secondo la Histoire générale de la province de Quercy. Tome 2 era sorella di Papa Giovanni XXII, nato Jacques Duèze, il contratto di matrimonio fu stipulato ad Avignone il 14 Marzo 1333; Maria morì nel 1383, come confermano anche le Preuves de l'Histoire généalogique de la maison d'Auvergne, tome 2 (XXVIII septembris. Obiit domina Maria de Villamur comitissa Claromontensis 1383).
Beraldo da Maria ebbe nove figli:
- Beraldo († 1400), citato nel testamento del padre[13], Delfino d'Alvernia[15];
- Ugo († prima del 1416), citato nel testamento del padre (Hugonem Delphini filium nostrum secundo genitum)[13], che sposò la vedova di Giovanni d'Aigrefeuille (defuncto Johanne de Agrifolio milite), Marchesa di Godet (Hugo Dalphini miles et Marquisa de Godeto eius uxor), figlia di Lamberto signore di Godet e di Alice di Tournon (Aelipdim de Turnone relictam defuncti Lamberti de Godeto militis domini de Godeto patrisque dictæ Marquisiæ) come ci viene confermato da un documento delle Preuves de l'Histoire généalogique de la maison d'Auvergne, tome 2, datato 1395[20];
- Giovanni († dopo il 1367), citato nel testamento del padre (Johannem Delphini filium nostrum tertio genitum)[13];
- Margherita († tra il 1364 ed il 1367), citata nel testamento del padre (Margaritam Delphinam filiam nostram)[13], che sposò il Signore di Montgascone di Roche-Savine, Goffredo d'Alvernia (Godeffredus de Bolonia dominus Montisgasconis), come ci viene confermato dal contratto di matrimonio datato 1364[21];
- Beatrice († dopo il 1357), citata nel testamento del padre (Beatricem Delphinam filiam nostram)[13], che sposò, in prime nozze, Egidio di Montaigu, ed in seconde nozze, nel 1357, Guglielmo II Flote signore di Revel;
- Giovanna († dopo il 1417), citata nel testamento del padre (Johannam Delfinam filiam nostram)[13], che sposò, in prime nozze (forse fu solo fidanzamento), Guillot, barone di Apchon, ed in seconde nozze, nel 1364, Guido signore di Sévérac, come da contratto di matrimonio[22];
- Caterina († dopo il 1369), citata nel testamento del padre (Catharinam Delfinam filiam nostram)[13], che sposò, nel 1369 Ruggero II, conte di Beaufort e signore di Canilhac, come da contratto di matrimonio[23];
- Bianca, citata nel testamento del padre (Blancham Delphinam filiam nostram)[13], che sposò Guerrino III, signore d´Apchier, come ci viene confermato da un documento delle Preuves de l'Histoire généalogique de la maison d'Auvergne, tome 2, datato 1471[24];
- Roberto († dopo il 1416), citato, come nascituro postumo (postumum seu postumam) nel testamento del padre[13], che sposò, nel 1390, la vedova di Hutin de Vermeilles, Caterina di Veauce, figlia di Pietro signore di Veauce e della moglie, Giovanna di Varigny, come ci viene confermato dal contratto di matrimonio datato 1390[25].

### Fonti primarie
- (LA)  Baluze, Preuves de l'Histoire généalogique de la maison d'Auvergne, tome 2.
- (LA)  Preuves de l'Histoire généalogique de la maison d'Auvergne.
- (LA, FR)  Histoire généalogique des ducs de Bourgogne de la maison de France.

### Letteratura storiografica
- (FR)  Baluze, Histoire généalogique de la maison d'Auvergne, tome 1.
- (FR)  L'art de vérifier les dates des faits historiques, des chartes, des chroniques.
- (FR)  Histoire généalogique de la maison d'Auvergne, justifiée par chartes, titres.
- (FR)  Histoire générale de la province de Quercy. Tome 2.